# Mentiras Sinceras
Separate Lies (br/pt: Mentiras Sinceras ) é um filme de 2005 feito pela Celador Films, DNA Films e Fox Searchlight Pictures. Foi dirigido por Julian Fellowes, sendo baseado no romance A Way Through the Wood de Nigel Balchin.